# Inger Hagerup
Inger Hagerup (n. 12 aprilie 1905, Bergen, Suedia-Norvegia – d. 6 februarie 1985, Comuna Fredrikstad, Østfold, Norvegia) a fost o scriitoare norvegiană.
În scrierile sale a evocat pagini din istoria rezistenței antifasciste.
A mai scris și versuri umoristice pentru copii.

## Scrieri
- 1942: Fuga în America ("Flukten til Amerika")
- 1947: A șaptea noapte ("Den syvende natt")
- 1951: Atât de ciudat ("Mitt skip seiler").

## Vezi și
- Listă de scriitori norvegieni
- Listă de poeți norvegieni
- Listă de dramaturgi norvegieni
- Listă de piese de teatru norvegiene

1. 1 2  Norsk biografisk leksikon
2. ↑  Inger Hagerup, Store norske leksikon
3. ↑  Inger Johanne Hagerup, Norsk biografisk leksikon, accesat în 9 octombrie 2017